# Acacia polyacantha
Acacia polyacantha és un arbre que pertany a la família fabàcia. L'epítet específic Polyacantha prové del grec i significa "moltes espines". Aquest arbre pot fer 25 m d'alt. És una planta nativa d'Africa, Índia, les illes de l'Oceà Índic i altres parts d'Àsia, però també s'ha introduït al Carib.

## Usos

### Com a repel·lent
L'arrel de l'Acacia polyacantha subsp. campylacantha (Hochst. ex A.Rich.) Brenan emet compostos químic que actuen com repel·lent d'animals incloent les rates, les serps i els cocodrils.

### Goma
La resina d'aquest arbre es fa servir per fer caramels.

### Medicinal
L'extreacte de les arrels dA. polycantha són útils contra els efectes de les mossegades de les serps i s'aplica també a la pell dels infants que de nit s'agiten. També s'usa l'arrel per al tractament de la gonorrea, venereal diseases, dysentery and gastrointestinal disorders.

### Tanins
Es treuen tanins de la seva escorça.

### Fusta
La fusta és el principal ús d'aquest arbre.

## Subespècies
- Acacia polyacantha subsp. campylacantha(A.Rich.) Brenan[6]
- Acacia polyacantha subsp. polyacantha[7]